# ジョン・ケーシック
ジョン・リチャード・ケーシック（英語: John Richard Kasich、1952年5月13日 - ）は、アメリカ合衆国の政治家。
オハイオ州議会議員（1期）、連邦下院議員（9期）、連邦下院予算委員長、第69代オハイオ州知事（2期）などを歴任した。

## 経歴

### 生い立ち
1952年5月13日にペンシルベニア州ピッツバーグ郊外のマッキーズロックスにて、チェコ系の父のジョン・ケーシックとクロアチア系の母のアンナ・ブコビッチ・ケーシックの長男として誕生する。マッキーズロックスの公立高校を卒業後、オハイオ州立大学に進学した。大学1年時の1970年に1968年アメリカ合衆国大統領選挙で支持した第37代アメリカ合衆国大統領リチャード・ニクソンに手紙を送ったところ、ホワイトハウスに招かれ、大統領執務室でニクソンと面会した。

### オハイオ州上院議員
政治学の学位を取得して大学を卒業した後はオハイオ州立法サービス委員会職員を経て、共和党所属のオハイオ州議会上院議員バズ・ルーケンズの秘書を務めた。1978年にオハイオ州議会上院選挙に出馬し、民主党現職のロバート・オーショネッシーを破って当選した。史上最年少である26歳でオハイオ州議会上院議員に選出された。

### 連邦下院議員

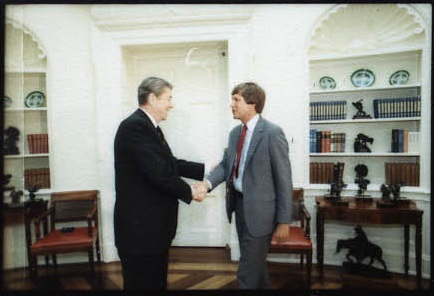
ロナルド・レーガン大統領と握手するケーシック（1986年）

1983年から2001年までオハイオ州第12区選出の連邦下院議員を務める。1990年代前半には法人税の逃げ道を減らすためにラルフ・ネーダーと協力し、1995年には下院予算委員長に就任した。2000年アメリカ合衆国大統領選挙への出馬も検討したが、結局は第46代テキサス州知事ジョージ・W・ブッシュの支持に転じた。

### オハイオ州知事
連邦下院議員退任後はFOXニュースの司会者やコメンテーターを担当する傍ら、リーマン・ブラザーズオハイオ支社の投資銀行部門で取締役を務めた。その後、政治活動を再開し、2010年の中間選挙で民主党現職知事のテッド・ストリックランドの再選を阻止して第69代オハイオ州知事に選出される。2014年の中間選挙でも幅広い支持を得て民主党候補にダブルスコアで圧勝し、再選を果たした。

### 2016年アメリカ合衆国大統領選挙
2015年7月21日にオハイオ州立大学で2016年アメリカ合衆国大統領選挙への出馬を表明した。当初は知名度が低かったが、時間が経つにつれ、ドナルド・トランプやテッド・クルーズの台頭とジェブ・ブッシュの伸び悩みに危機感を抱き、マルコ・ルビオにも共感できない層の受け皿として、特に北東部や中西部などでクリス・クリスティとともに支持率が上昇した。
2016年3月14日にオハイオ州で開かれたケーシックの集会では、2012年アメリカ合衆国大統領選挙の共和党指名候補である元マサチューセッツ州知事のミット・ロムニーが応援演説を行った。3月15日実施のオハイオ州予備選挙ではトランプらを破って勝利を飾り、党指名争いにおける最後の3人に生き残った。
同年4月下旬、トランプの指名獲得を阻止するためクルーズと選挙協定を締結し、オレゴン州とニューメキシコ州ではケーシック、インディアナ州ではクルーズに票を集めるという戦略を打ち立てる。だが、5月3日に実施された各州予備選でトランプが勝利を収め、クルーズとケーシックの「2位・3位連合」は功を奏しなかった。5月4日、党指名争いからの撤退を表明した。

## 人物・政策
- 州支出の削減や減税など財政面では保守派だが、低所得者向け医療保険制度の対象拡大など福祉や移民政策では穏健派として知られる[6]。
- 同性婚の是非をめぐる議論について「連邦最高裁がすでに判断を下しており、この議論はもう決着済みだ。議論すべき問題は他にいくつもある」と語り[7]、合法化に一定の理解を示している。
- 在沖縄アメリカ軍の増強を主張している[8]。